# 차웅기
차웅기(2002년 4월 23일)는 대한민국의 가수이자 배우출신으로 에프앤에프 엔터테인먼트 소속이며 대한민국의 보이그룹 AHOF에서 보컬,랩을 맡고 있다., 과거 대한민국의 보이그룹 티오원에서 막내담당을 했었다., 데뷔전 과거 엠넷에서 2019년 10월 4일 ~ 12월 6일까지 방영했던 대한민국의 케이팝 CJ E&M n.CH엔터테인먼트 오디션프로그램이었던 투 비 월드 클래스에 동건, 찬, 지수, 재윤, 제이유, 경호, 치훈, 민수, 제롬 함께 참가자로 출연했었다., 엠넷에서 2023년 2월 2일 ~ 2023년 4월 20일까지 방영했던 씨제이이에이엠에서 제작한 대한민국의 케이팝 웨이크원 오디션프로그램 보이즈플래닛에 제롬이랑 함께 출연했으나 3차 발표식 에서 탈락했다., SBS에서 2024년 11월 22일 ~ 2025년 1월 25일까지 방영했던 유니버스리그에 스티븐, 서정우, 장슈아이보, 박한, 제이엘, 박주원! 즈언, 다이스케, 함께 참가자로 출연했으나 파이널 라운드에서 2위로 대한민국의 보이 그룹 아홉 멤버로 데뷔했다.

## 학력
- 서울태랑초등학교 (졸업)
- 태랑중학교 (졸업)
- 태릉고등학교 (전학) → 한림연예예술고등학교 연예과 (졸업)
- 서울예술대학교 연기예술과 (재학)

## 출연작

### TV 드라마
- 2007년 《황금신부》 ... 강우주 역
- 2007년 《며느리 전성시대》 ... 복수 아들 역
- 2007년 《왕과 나》 ... 월산군 이정 역
- 2007년 《이산》 ... 문효세자 이향 역
- 2007년 《그 여자가 무서워》 ... 양지웅 역
- 2008년 《최강칠우》 ... 한도영 역
- 2008년 《온에어》 ... 8살 남자아이 역
- 2008년 《별순검 2》 ... 권영남의 아들 역
- 2008년 《압록강은 흐른다》 ... 6세 수암 역
- 2009년 《천추태후》 ... 어린 경종 역
- 2009년 《집으로 가는 길》
- 2009년 《녹색마차》 ... 윤정원 역
- 2010년 《제중원》 ... 어린 황정 역
- 2010년 《이웃집 웬수》 ... 송준서 역
- 2024년 《연애 지상주의 구역》 ... 안경훈 역

### 영화
- 2008년 《어린 왕자》

### 뮤지컬
- 2014년 《사운드 오브 뮤직》

### 광고
- CF SHOW
- CF 에버
- CF 국제약품
- CF 순창고추장
- CF MBC 공익광고
- CF 네이버
- CF 뚜레쥬르
- CF 한국야쿠르트
- CF 한국전기안전공사 캠페인
- CF 농협
- CF 베스킨라빈스 31